# Province du Nord (Papouasie-Nouvelle-Guinée)
Pour les articles homonymes, voir Province du Nord.
La province du Nord ou province d'Oro est une province de la Papouasie-Nouvelle-Guinée appartenant à la région Papouasie.

Carte des districts de la province d'Oro.

## Ressources
Le climat équatorial permet l'exploitation contemporaine des palmiers à huile, qui contribue à réduire les cultures vivrières traditionnelles.